# Транспонирующие музыкальные инструменты
Транспонирующие музыкальные инструменты ― музыкальные инструменты, у которых реальная высота звуков не совпадает с нотированной, отличаясь от неё на определённый интервал вверх или вниз по отношению к нотированной высоте.

## Общая характеристика
К транспонирующим относятся преимущественно духовые инструменты: большинство медных ― валторна, корнет, труба, саксгорны, некоторые разновидности туб; деревянные ― английский рожок и другие разновидности гобоя, кларнет и его семейство, саксофоны. Значительно реже встречаются транспонирующие смычковые струнные, например, скрипка-пикколо, использовавшаяся в эпоху барокко. Инструменты, звучащие по сравнению с нотированным на чистую октаву ниже (гитара, контрабас, контрафагот) или выше (малая флейта, челеста, колокольчики), называют условно транспонирующими, так как наименования ступеней звукоряда полностью сохраняются (октавная нотация применяется лишь для удобства чтения).
Для транспонирующих инструментов наиболее удобный для исполнения звукоряд нотируется в тональности до мажор (C-dur). Обозначением строя инструмента служит буквенное обозначение звука, который прозвучит при исполнении ноты до: например, кларнет в строе си-бемоль или in B (это указывается в партитуре). В зависимости от строя инструмента нотированные высо́ты прозвучат на определённый интервал выше или ниже. Например, при нотированном до второй октавы на кларнете in B (на трубе in B и т. д.) прозвучит си-бемоль первой, на кларнете in A ― ля первой, на английском рожке (валторне in F и т. д.) ― фа первой октавы.

## Предпосылки для существования транспозиции
Нотация для транспонирующих инструментов возникла в XVIII веке, когда в силу несовершенства конструкции духовых инструментов (преимущественно медных) на них было возможно исполнять только звуки из простейшей гаммы или натурального звукоряда. Поскольку наиболее простой по написанию тональностью является до мажор (C-dur), именно в ней стали нотировать партии, отвечающие натуральному строю инструмента.
С усовершенствованием конструкции инструментов в XIX веке им стал доступен более широкий круг тональностей, однако транспонирующая нотация сохранилась. В качестве довода в её поддержку обычно указывается тот факт, что благодаря ей один и тот же исполнитель может легко перейти с одной разновидности инструмента того же семейства на другую, имеющую другой строй при сохранении аппликатуры, например, с гобоя (который не транспонирует) на английский рожок (звучащий на квинту ниже, но с такой же аппликатурой). Иногда по требованию композитора такие смены инструмента совершаются при исполнении одного произведения (например, в опере Д. Д. Шостаковича «Нос» одному музыканту предписано играть на малом кларнете in Es, кларнете in B и бас-кларнете in B). 
Однако плюсы транспонирующей нотации сводятся на «нет» для исполнителей с абсолютным слухом, которые испытывают значительный психологический дискомфорт из-за того, что высота звучания отличается от ожидаемой согласно записи (обладатели относительного слуха не сталкиваются с такой проблемой, поскольку в их память не заложена высота звуков). 
В партитурах композиторов XX века (Новая венская школа, С. С. Прокофьев и др.) предпринимались попытки писать партии транспонирующих инструментов в соответствии с их действительным звучанием (для удобства чтения партитуры дирижёром), однако такая практика не прижилась.

## Основные транспонирующие инструменты
Деревянные духовые
- Альтовая флейта ― in G (звучит на чистую кварту ниже написанного)
- Мюзетт (гобой-пикколо) ― in F (звучит на чистую кварту выше написанного)
- Английский рожок (альтовый гобой) ― in F (звучит на чистую квинту ниже написанного)
- Малый кларнет ― in Es (звучит на малую терцию выше написанного) и in D (звучит на один тон выше написанного)
- Кларнет (современный) ― in B (звучит на один тон ниже написанного) и in A (звучит на малую терцию ниже написанного)
- Бассетгорн ― in F (звучит на квинту ниже написанного, если нотируется в скрипичном ключе, или на кварту выше, если в басовом)
- Бас-кларнет ― in B (звучит на большую нону ниже написанного, если нотируется в скрипичном ключе, либо на один тон ниже, если в басовом)
- Семейство саксофонов ― см. Саксофон#Семейство саксофонов

Медные духовые
- Валторна ― in F (звучит на чистую квинту ниже написанного, если ноты в скрипичном ключе, и на чистую кварту выше ― если в басовом)
- Малая труба ― in Es (звучит на малую терцию выше написанного) и in D (звучит на один тон выше написанного)
- Труба ― in B (звучит на один тон ниже написанного)
- Корнет ― in B (звучит на один тон ниже написанного)

Клавишные
- Синтезатор ― многие современные синтезаторы имеют функцию transpose, позволяющую повышать/понижать строй на желаемое количество полутонов
- Хромка тональностей, отличающихся от До-мажор. Например, у Шуйских гармоней серийная тональность — Ля, звучит на полтора тона ниже написанного[уточнить]